# 염천교 수제화거리
염천교 수제화 거리는 서울특별시 중구 의주로2가, 봉래동1·2가, 중림동 일대에 있는 거리이다. 주로 칠패로에 면한 의주로2가 일대를 가리키는 경우가 많다,

## 염천교 이름의 유래
염천교(鹽川橋)는 원래 조선 시대 만초천에 있던 다리였다. 중림동 9번지에 있던 이 다리의 본래 이름은 염초청교(焰硝廳橋)로, 염청교(焰廳橋) 또는 염천교라고도 불렸다. 이러한 이름의 유래는 고증되지는 않으나, 화약을 만드는 관청인 염초청이 염천교 부근에도 있었기 때문으로 추정된다.
한편, 훈련원 소속 염초청은 지금의 서울특별시 중구 방산동에 있었으며, 그 부근의 묵사동천에는 염초교(焰硝橋)라는 단어가 있었다. 하지만 방산시장 쪽의 염천교가 철거된 후, 지금의 염천교가 그 이름을 가지게 되었다고 한다. 그 이유는 남대문에서 중림동 약현으로 가는 새로 만든 다리에서도 연기가 많이 났기 때문에 '염천교 인근의 연기를 상기시킨다'하여 염천교라고 부르게 되었다는 설명이다.

## 수제화 거리의 역사

### 미군정기
1945년 광복 후 미군들의 손상된 미군 군화를 구매하여 국군 군화 및 다양한 구두로 재탄생시켜 판매하였다. 구두가 귀했던 시절 소비자들에게 미군화를 수선해 재판매하고 그 과정에서 나온 이익을 통해 사업을 확장하였다. 비록 시장은 미약하였지만, 이로부터 시작된 염천교 수제화 거리의 역사는 명실공히 최대 수제화 거리 상권의 발판이 되었다.

### 산업화 시기
이 시기는 염천교 수제화 거리의 전성기 시절로 불리며, 당시 이곳은 대한민국 내 구두 시장의 대부분을 차지하였다. 최고, 최대의 도매 상권이었으며 주변에 많은 양화점도 같이 발달하였다. 당시 구두는 빠듯한 살림에도 멋쟁이라면 꼭 한켤레는 가지고 있어야 한다는 일종의 필수품이었다. 1974년 당시 한국의 자장면 한 그릇의 가격은 50원인데 비해 남화는 14,000원, 여화는 9,000원 정도로 매우 비싼 편이었다.

### 쇠퇴기
1990년대 후반부터 수제화 공장이 성동구 성수동으로 이전하고, 2000년대 들어 값싼 중국제품이 등장하면서 이곳의 수제화를 찾는 사람들이 줄어들었다. 이로 인해 500군데 이상이었던 수제화 공장과 상점은 100여곳 정도만 남았고, 염천교 수제화 거리는 점점 쇠퇴하기 시작하였다. 심지어 2018년 즈음 서울역 북부 고가도로 공원화 공사 이후 매출이 60% 이상 떨어졌는데, 공장을 통해 물건을 받아야 하는 도로가 공원화 사업으로 폐쇄되면서 택배직원뿐만 아니라 일반 손님들조차 접근성이 떨어지게 되는 현상이 발생했기 때문이다. 이 같은 현상들이 매출에 더욱 악영향을 주었다. 게다가 구두를 찾는 사람이 많지 않고 더 이상 일을 배우고자 하는 사람도 없어 거리 자체에 장인들도 사라지고 있는 추세이다. 덧붙여 건물 안전등급조차 매우 낮아 장인들의 작업환경이 열악하고 재개발 문제가 제기되는 지역이기 때문에 건물주도 건물보수나 개선에 대한 관심이 적은 상황이다.

### 현재의 염천교
현재 염천교의 수제화산업과 이 지역의 역사성과 가치를 인식하면서 다양한 사업이 진행되고 있다. 중구청은 보건소를 중심으로 구두와 시민건강을 연결한 건강도시 조성사업을 진행하고 있으며, 서울시에서는 7017 프로젝트와 연계하여 염천교 수제화 거리를 활성화하려고 노력하고 있다. 그 중에서 중구보건소와 함께 염천교 수제화거리 활성화 프로젝트를 시작한 국민대학교에서는 이 지역 구두장인들과 상인들을 대상으로 하는 국민구두아카데미 운영, 문화예술을 활용한 공동체 조성, 인체 역학실험이나 3D프린팅과 같은 첨단기술을 접목한 품질개선, 소상공인 경영자문 등의 전문적 지원을 하고 있다.

## 특징
성수동 수제화 거리에서는 성수동의 공장에서 생산한 수제화가 외부의 도·소매 매장에서 유통되는 것과 달리, 염천교에서는 이 일대에서 생산한 수제화가 이곳의 매장에서 바로 유통된다는 차이점이 있다. 성수동보다 기술자가 적고 공장이 영세한 편이라, 제작이 단순하고 디자인이 유행을 잘 타지 않는 남성화와, 40대 이상의 여성을 대상으로 하는 여성화가 주로 제작·판매된다. 또한 경의선 서쪽의 의주로와 접한 매장은 소매 위주인 반면, 경의선 동쪽의 통일로(봉래동) 일대 매장은 도매 위주로 분화되었다.

## 같이 보기
- 제화